# ITF Osprey
Das ITF Osprey (offiziell: Wilde Lexus Women’s Pro Circuit Event) ist ein Tennisturnier des ITF Women’s Circuit, das in Osprey, Florida, auf Sandplatz ausgetragen wird.

## Siegerliste

### Einzel
| Jahr                                 | Siegerin                  | Finalgegnerin            | Ergebnis         |
| ------------------------------------ | ------------------------- | ------------------------ | ---------------- |
| ↓ Kategorie: $25.000 ↓               |                           |                          |                  |
| 2009                                 | Sharon Fichman            | Juliana Fedak            | 6:4, 6:1         |
| 2010                                 | Jamie Hampton             | Florencia Molinero       | 6:1, 6:3         |
| 2011                                 | Claire de Gubernatis      | Caroline Garcia          | 6:4, 6:4         |
| ↓ Kategorie: $50.000 ↓               |                           |                          |                  |
| 2012                                 | Arantxa Rus               | Sessil Karatantschewa    | 6:4, 6:1         |
| 2013                                 | Mariana Duque Mariño      | Estrella Cabeza Candela  | 7:62, 6:1        |
| 2014                                 | Anna Karolína Schmiedlová | Marina Eraković          | 6:2, 6:3         |
| 2015                                 | Alexa Glatch              | Madison Brengle          | 6:2, 6:76, 6:3   |
| 2016                                 | Madison Brengle           | Lara Arruabarrena Vecino | 4:6, 6:4, 6:3    |
| 2017 wurde kein Turnier ausgetragen! |                           |                          |                  |
| ↓ Kategorie: $25.000 ↓               |                           |                          |                  |
| 2018                                 | Deniz Khazaniuk           | Sophie Chang             | 6:4, 4:6, [10:6] |
| 2019                                 | Ann Li                    | Usue Maitane Arconada    | 6:3, 7:5         |

### Doppel
| Jahr                                 | Siegerinnen                                            | Finalgegnerinnen                                       | Ergebnis                                               |
| ------------------------------------ | ------------------------------------------------------ | ------------------------------------------------------ | ------------------------------------------------------ |
| ↓ Kategorie: $25.000 ↓               |                                                        |                                                        |                                                        |
| 2009                                 | Lindsay Lee-Waters Story Tweedie-Yates                 | Heidi El Tabakh Melanie Klaffner                       | 6:3, 6:75, [12:10]                                     |
| 2010                                 | María Irigoyen Florencia Molinero                      | Madison Brengle Asia Muhammad                          | 6:1, 7:63                                              |
| 2011                                 | Stéphanie Foretz Gacon Alexa Glatch                    | María Irigoyen Erika Sema                              | 4:6, 7:5, [10:7]                                       |
| ↓ Kategorie: $50.000 ↓               |                                                        |                                                        |                                                        |
| 2012                                 | Lindsay Lee-Waters Megan Moulton-Levy                  | Alexandra Panowa Lessja Zurenko                        | 2:6, 6:4, [10:7]                                       |
| 2013                                 | Raquel Kops-Jones Abigail Spears                       | Verónica Cepede Royg Inés Ferrer Suárez                | 6:1, 6:3                                               |
| 2014                                 | Rika Fujiwara Hsieh Shu-ying                           | Irina Falconi Eva Hrdinová                             | 6:3, 6:75, [10:4]                                      |
| 2015                                 | Anhelina Kalinina Oleksandra Korashvili                | Verónica Cepede Royg María Irigoyen                    | 6:1, 6:4                                               |
| 2016                                 | Asia Muhammad Taylor Townsend                          | Louisa Chirico Katerina Stewart                        | 6:1, 6:75, [10:4]                                      |
| 2017 wurde kein Turnier ausgetragen! |                                                        |                                                        |                                                        |
| ↓ Kategorie: $25.000 ↓               |                                                        |                                                        |                                                        |
| 2018                                 | Doppelbewerb 2018 wegen schlechten Wetter abgebrochen! | Doppelbewerb 2018 wegen schlechten Wetter abgebrochen! | Doppelbewerb 2018 wegen schlechten Wetter abgebrochen! |
| 2019                                 | Pamela Montez Belinda Woolcock                         | Arianne Hartono Alexandra Perper                       | 7:66, 6:3                                              |

## Quelle
- ITF Homepage